# Yilgarnia
Yilgarnia là một chi nhện trong họ Nemesiidae.
Yilgarnia được miêu tả năm 1986 bởi Main.

## Các loài
Yilgarnia có các loài sau:
- Yilgarnia currycomboides Main, 1986
- Yilgarnia linnaei Main, 2008